# Inside Life
Inside Life è il secondo album del gruppo acid jazz inglese Incognito, pubblicato nel 1991 dall'etichetta discografica Talkin' Loud Records.

## Tracce
1. Inside Life (Jean-Paul Maunick, Matthew Stuart) - 4:33
2. One Step to a Miracle (Maunick, Kevin Robinson) - 4:46
3. Journey into the Sunlight (Maunick) - 4:07
4. Gypsy (Maunick, Robinson) - 5:29
5. Promise You the Moon (Peter Hinds, Maunick) - 5:29
6. Sketches in the Dark (Maunick, Robinson) - 4:23
7. Metropolis (Maunick, Linda Muriel) - 5:09
8. Love Is the Color (Ray Carless, Maunick) - 4:09
9. Soho (Carless, Maunick, Muriel, Gary Sanctuary) - 5:00
10. Always There (Paul Allen, William Jeffrey, Ronnie Laws) - 5:05
11. Crazy for You (Richard Bull, P.Henry, Maunick) - 3:31